# Alcolea del Pinar
Alcolea del Pinar – gmina w Hiszpanii, w prowincji Guadalajara, w Kastylii-La Mancha, o powierzchni 113,35 km². W 2011 roku gmina liczyła 397 mieszkańców.